# Baol

Die Wolof-Staaten des Senegal im 19. Jahrhundert

Baol (auch Bawol) war ein Staat im heutigen Senegal. 1555 spaltete sich Baol ab vom Reich der Wolof. Erster Herrscher war Ji der Große. Der König trug den Titel Teigne oder Teen. 
Das Territorium erstreckte sich von der Hauptstadt Diourbel nach Westen bis an die Petite-Côte genannte Atlantikküste und umfasste im Osten auch die Städte Touba und Mbacké. Im Norden lag das Nachbarreich von Cayor, im Süden das Reich von Sine. Neben den Wolof lebten auch einige Serer und Fulbe in Baol.
Für eine gemeinsame Verteidigung vereinigte sich Baol zeitweise mit Cayor. Bedeutsam war die Pferdezucht in Baol.
Den Bestrebungen Frankreichs, seinen kolonialen Einfluss im Senegal auszuweiten, widersetzte sich Baol hartnäckig. Louis Faidherbe unterschrieb 1859 einen Friedensvertrag mit dem Teigne von Baol. Dieser gewährte lediglich den französischen Händlern Vorrechte und gestattete den Bau eines Forts mit militärischer Besatzung in Saly Portudal an der Petite-Côte. 
Erst nach einem im Jahr 1883 mit dem Teigne abgeschlossenen Vertrag errichtete Frankreich ein Protektorat über Baol. Nach Unruhen in der Region wurde der Teigne 1890 abgesetzt. Nach dem Tod seines Nachfolgers 1894 endete das Reich Baol und das Territorium wurde der französischen Kolonialverwaltung direkt unterstellt.

## Herrscherliste
- 1790–1809: Amari Ngone Ndèla Komba Fal (2.)
- 1809–1812: Ce Yasin Jeng Fal
- 1812–1815: Ce Kumba Fatim Pènda Fal
- 1815–1825: Amari Jor Borso Fal
- 1825–1832: Biram Fatma Cub Fal
- 1832: Ma-Kodu Kumba Yande Fal (erstmals)
- 1832–1842: Lat Jegeñ Fal
- 1842–: Malik Kumba Jaring Xuja Fal
- 1842–1854: Maysa Tènde Jor Samba Fal
- 1854–1855: Ce Yasin Ngone Jegeñ Fal (erstmals)
- 1855–1856: Ma-Kodu Kumba Yande Fal (2.)
- 1856–1860: Ce Yasin Ngone Jegeñ Fal (2.)
- 1860: Ma-Kodu Kumba Yande Fal (3.)
- 1860–1871: Ce Yasin Ngone Jegeñ Fal (3.)
- 1871–1873: Ce Yasin Jor Galo Gana Fal (erstmals)
- 1873–1874: Lat Dior Ngoné Latyr Diop
- 1874–1890: Ce Yasin Jor Galo Gana Fal (2.)
- 1890–3. Juli 1894: Taanor Goñ Jeng